# Snyderina
Snyderina es un género de peces de la familia Scorpaenidae. Fue descrito por David Starr Jordan y Edwin Chapin Starks en 1901.

## Especies
- Snyderina guentheri (Boulenger, 1889)
- Snyderina yamanokami D. S. Jordan y Starks, 1901